# Gắn bó lo âu

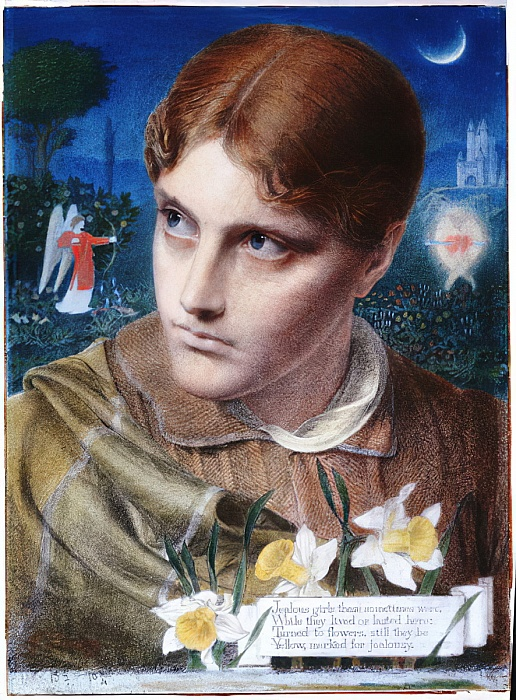
Ghen tuông là biểu hiện cực đoan của tâm lý gắn bó lo âu

Gắn bó lo âu (Anxious-preoccupied attachment) là một trong những kiểu gắn bó không an toàn, được phát triển từ lý thuyết gắn bó của nhà tâm lý học John Bowlby và Mary Ainsworth, họ đã được chứng minh là có liên quan đến nhiều khó khăn về căng thẳng tâm lý (thường là tâm trạng đè nén tình ái) và mối quan hệ giữa các cá nhân, nghiên cứu đã chỉ ra rằng sự gắn bó lo lắng bận tâm có thể là trung gian cho mối quan hệ giữa lạm dụng tình cảm thời thơ ấu và rối loạn nhân cách ranh giới. Những người có phong cách gắn bó lo lắng, bận tâm được đặc trưng bởi mong muốn mạnh mẽ về sự gần gũi và thân mật trong các mối quan hệ của họ, nhưng họ thường trải qua mức độ lo lắng cao và không chắc chắn về sự sẵn có và khả năng phản hồi của những người gắn bó với họ. Phong cách gắn bó này có liên quan đến mô hình tiêu cực về bản thân và mô hình tích cực về người khác, dẫn đến sự bận tâm với các mối quan hệ và nỗi sợ bị bỏ rơi. 
Đó chính là cảm giác thiếu an toàn trong tình yêu, trong tình cảm nam nữ khi yêu là một kiểu gắn bó không an toàn, khiến một người thường xuyên cảm thấy bất an, lo lắng và có nhu cầu được trấn an liên tục trong mối quan hệ ảnh hưởng sâu sắc đến cách họ trải nghiệm, hành xử và nhìn nhận tình yêu khi nhu cầu về sự an toàn và kết nối cảm xúc không được đáp ứng một cách nhất quán, dẫn đến một niềm tin sâu sắc rằng tình yêu và sự quan tâm là không ổn định, dễ mất đi. Phật giáo nhìn nhận hiện tượng này như là sự chấp thủ (upādāna) vào những cảm xúc đó và vào đối tượng bị thu hút, tạo ra sự ràng buộc, lo sợ mất mát, ghen tuông, và những mong cầu không được đáp ứng (sở cầu bất đắc khổ) dẫn đến khổ đau khi thực tế không như mong đợi, ảo tưởng, đó là cách luận giải sâu sắc về bản chất của sự bám víu, sợ hãi, và mong cầu không được thỏa mãn trong các mối quan hệ. Để giải quyết cần thực hành chánh niệm, quán chiếu vô thường, vô ngã, tự thân an lạc, tìm sự bình an từ nội tâm.

## Đặc điểm
Cảm giác thiếu an toàn trong tình yêu là một trạng thái tâm lý khi một người cảm thấy lo lắng, bất an, nghi ngờ và tự ti về mối quan hệ của mình, cũng như về giá trị bản thân trong mối quan hệ đó. Nó thường đi kèm với nỗi sợ hãi bị bỏ rơi, không được yêu thương đủ hoặc bị phản bội. Trong thuyết gắn bó, đặc biệt là kiểu gắn bó lo âu ám ảnh, người ta thường có xu hướng trải qua cảm giác thiếu an toàn trong các mối quan hệ thân mật. Họ thường lo lắng về tình trạng mối quan hệ, cần sự trấn an liên tục từ đối tác và có thể biểu hiện sự ghen tuông hoặc kiểm soát. Cảm giác thiếu an toàn có thể xuất phát từ nhiều nguyên nhân, như những tổn thương trong quá khứ (bị chối bỏ, bị lừa dối), sự thiếu tự tin vào bản thân, hoặc môi trường gia đình ảnh hưởng từ thời thơ ấu. Cảm giác thiếu an toàn trong tình yêu là một vấn đề tâm lý phổ biến và đã được nhận diện, thảo luận rộng rãi trong cộng đồng, các diễn đàn, báo chí, và mạng xã hội liên quan đến tâm lý, tình yêu, hôn nhân gia đình, thông qua các chuyên mục tâm sự, chuyên mục tư vấn. Những biểu hiện cụ thể của cảm giác thiếu an toàn trong tình yêu có thể bao gồm:
- Sợ bị bỏ rơi: Luôn lo sợ rằng đối phương sẽ không còn yêu mình nữa, sẽ rời bỏ mình hoặc tìm kiếm một mối quan hệ khác.
- Tự ti về bản thân: Cảm thấy mình không đủ tốt, không xứng đáng với tình yêu của đối phương, thường xuyên so sánh bản thân với những người khác (đặc biệt là người yêu cũ của đối phương). Vòng lặp suy nghĩ tiêu cực, dẫn đến việc tự dằn vặt bản thân. Những người có kiểu gắn bó này có xu hướng có cái nhìn tiêu cực về bản thân và dao động hoặc có cái nhìn chia rẽ về người khác, điều này có thể góp phần gây ra rối loạn chức năng giao tiếp[3].
- Nghi ngờ và kiểm soát: Thường xuyên nghi ngờ sự chung tình của đối phương, muốn kiểm soát mọi hoạt động của họ (đọc tin nhắn, gọi điện liên tục, tò mò về các mối quan hệ xã hội).
- Nhu cầu trấn an và xác nhận, tìm kiếm sự khẳng định liên tục liên tục: Do cảm thấy không an toàn, họ thường xuyên tìm kiếm sự đảm bảo từ đối tác về tình yêu, sự cam kết và vị trí của mình trong mối quan hệ, hoặc cần những lời nói, hành động thể hiện tình yêu một cách rõ ràng. Cố gắng làm hài lòng đối phương trong mọi tình huống, đôi khi là vô thức, để đổi lấy cảm giác an toàn tạm thời.
- Khao khát sự thân mật và gần gũi mãnh liệt: Họ có mong muốn rất lớn được gần gũi về mặt cảm xúc và thể chất với đối tác. Những người lo lắng có nhiều cơ hội hơn để suy ngẫm về cảm xúc của mình, dẫn đến khả năng hiểu và thể hiện cảm xúc của họ cao hơn[4].
- Khó tin tưởng: Mặc dù khao khát gần gũi, họ lại thường gặp khó khăn trong việc thực sự tin tưởng đối tác, luôn nghi ngờ về ý định của họ.
- Quá nhạy cảm với tín hiệu cảm xúc: Những người lo lắng thường có xu hướng nhạy cảm hơn với các tín hiệu cảm xúc và có xu hướng cảm nhận cường độ đau đớn và sự khó chịu nhiều hơn ở người khác[5]. Họ có xu hướng bận tâm, để ý và phân tích quá mức các hành vi, cử chỉ hay thái độ dù nhỏ của đối tác rồi diễn giải, suy diễn chúng theo hướng tiêu cực. Điều này có thể là do sự phản chiếu các đặc điểm "bản thân thực sự" của họ lên nhận thức của họ về người khác[6].
- Dễ bị tổn thương: Nhạy cảm với những thay đổi nhỏ trong thái độ của đối phương, dễ cảm thấy bị tổn thương hoặc bị bỏ rơi.
- Phản ứng cảm xúc cao độ: Dễ bị kích động, lo lắng và thể hiện cảm xúc mạnh mẽ khi cảm thấy mối quan hệ bị đe dọa hoặc nhu cầu của mình không được đáp ứng. Họ cũng có thể dựa vào các chiến lược tự im lặng và hạn chế thể hiện cảm xúc tiêu cực, đặc biệt là trong bối cảnh các mối quan hệ thân thiết[7]
- Hành vi đeo bám hoặc kiểm soát: Để đối phó với nỗi sợ bị bỏ rơi, họ có thể trở nên bám víu, đòi hỏi sự chú ý liên tục, hoặc thậm chí là ghen tuông, kiểm soát đối tác. Một số trường hợp có thể dùng cách gây rối, đe dọa hoặc thậm chí tự làm tổn thương bản thân để thu hút sự chú ý và quan tâm của đối phương, vô thức tạo ra các tình huống kịch tính hoặc xung đột để kiểm tra tình cảm của đối tác, hoặc để thu hút sự chú ý và trấn an.